# Santo Antônio da Barra
Santo Antônio da Barra är en kommun i Brasilien.   Den ligger i delstaten Goiás, i den centrala delen av landet, 300 km sydväst om huvudstaden Brasília. Antalet invånare är 4 430.
Trakten runt Santo Antônio da Barra består till största delen av jordbruksmark. Runt Santo Antônio da Barra är det glesbefolkat, med 10 invånare per kvadratkilometer.